# رانته
رانته (به لهستانی:  Ranty) یک روستا در لهستان است که در گمینا ودمینه واقع شده‌است. رانته ۲۰۰ نفر جمعیت دارد.